# Castillo de Samitier (1035)
El castillo de Samitier o de San Mitiel (San Emeterio en romance navarroaragonés) mencionado en el testamento del rey Sancho III el Mayor fue una fortaleza de importancia en las relaciones entre el primitivo reino de Aragón de su hijo Ramiro I y el breve reino de Sobrarbe y Ribagorza de su otro hijo Gonzalo I, así como en la defensa de ambos reinos frente a la taifa de Zaragoza situada al sur.
Pese a las menciones en las fuentes primarias, no se indica exactamente su ubicación. Se ha propuesto su identificación con hasta cinco ubicaciones diferentes con el nombre de Samitier, incluyendo la fortaleza de Samitier, en el Sobrarbe, otro emplazamiento en Ayerbe y tres emplazamientos en Canal de Berdún. La ubicación preferida en la actualidad por la historiografía es la de Canal de Berdún.

## Historia
Samitier fue tomada a los musulmanes por Sancho III en 1025 o 1033 en la misma campaña en que tomó Murillo de Gállego y Agüero. La campaña estuvo dirigida contra el hisn (distrito musulmán alrededor de una fortificación) de Ayerbe, que pese a estos avances siguió en manos musulmanas, estando las nuevas conquistas en la periferia del hisn. Así, la campaña cristiana parece haber buscado la recuperación de poblaciones recientemente tomadas por la taifa.
En su testamento de 1035 Sancho cedió este castillo y el vecino castillo de Loarre conjuntamente a los hermanos Ramiro I y Gonzalo, como una pieza conjunta de la defensa contra los musulmanes. Los historiadores han interpretado esta donación como un esquema del difunto Sancho III para garantizar la cooperación entre sus hijos, que debían compartir recursos para garantizar la defensa de estas posiciones claves. Así, algunos historiadores ven significativo que Sancho III había ocupado el condado de Ribagorza bajo pretexto de los derechos de su mujer Muniadona de Castilla y lo legaba a un hijo habido con esta, Gonzalo. Sin embargo, el territorio cedido a este hijo era el más periférico y de control más dudoso y pasaba ahora a su hijo más joven e inexperto. Así Sancho III probablemente garantizara con la cotitularidad de Samitier una estructura defensiva para el reino de Gonzalo, con el apoyo de su medio hermano mayor Ramiro I que recibía un territorio vecino y más organizado en la cuenca del Aragón.
No hay consenso entre los historiadores sobre si Gonzalo llegó a gobernar de facto o solo nominalmente, y Ramiro I parece haber actuado como gobernante en el territorio nominalmente de su hermano. Tras el temprano fallecimiento de Gonzalo en 1045, sus posesiones, incluyendo el castillo de Samitier, pasaron plenamente a Ramiro I. Bajo Ramiro I, el castillo de Samitier parece haber sido la base de una tenencia feudal en el siglo XI, desde la que se gestionaban aldeas como Biescasa.
Loarre y Samitier siguieron funcionando como una tenencia conjunta hasta fechas tan tardías como 1062, en que ambas aparecen en manos de Lope Garcés. El desarrollo económico del reino de Aragón de Ramiro I, que permitió la construcción de una red de castillos a lo largo del resto del reino, y la posterior toma de Ayerbe por Sancho Ramírez supusieron la pérdida de valor militar del castillo.